# Ribeira de Caparide
A Ribeira de Caparide é uma ribeira costeira que nasce na Serra de Sintra, a 270 m de altitude, passando por diversas localidades, entre elas Manique e Caparide, em Cascais. Percorre 12,6 km para sul até desaguar nas ravinas de São Pedro do Estoril (Cai Água). Durante parte do seu percurso, serve de limite entre as freguesias de Alcabideche com São Domingos de Rana, no tramo a norte; e entre Cascais e Estoril com São Domingos de Rana e Carcavelos e Parede, no tramo a sul.
Apresenta um regime de escoamento torrencial, com grande irregularidade sazonal e com variações acentuadas no caudal. Este curso de água está sujeito a uma grande pressão antrópica graças à urbanização da sua bacia hidrográfica. É classificado pela Agência Portuguesa do Ambiente como tendo um histórico de má qualidade devido às descargas das águas pluviais de origem urbana e à descarga clandestina de águas residuais domésticas, para além de apresentar um perigo de cheias graças sobretudo ao seu estrangulamento em Manique. De acordo com o índice IBMWP (Iberian Biomonitoring Working Party), esta ribeira encontra-se «muito poluída». Possui uma estação de monitorização da qualidade da água na Quinta das Camilas, em funcionamento desde 2001.
A localidade de São Pedro do Estoril deveu o seu anterior nome a esta ribeira, que na sua conclusão se precipita em cascata para o mar, e é onde esta é atravessada, por uma ponte do século XVII, designada de interesse municipal.

## Fauna

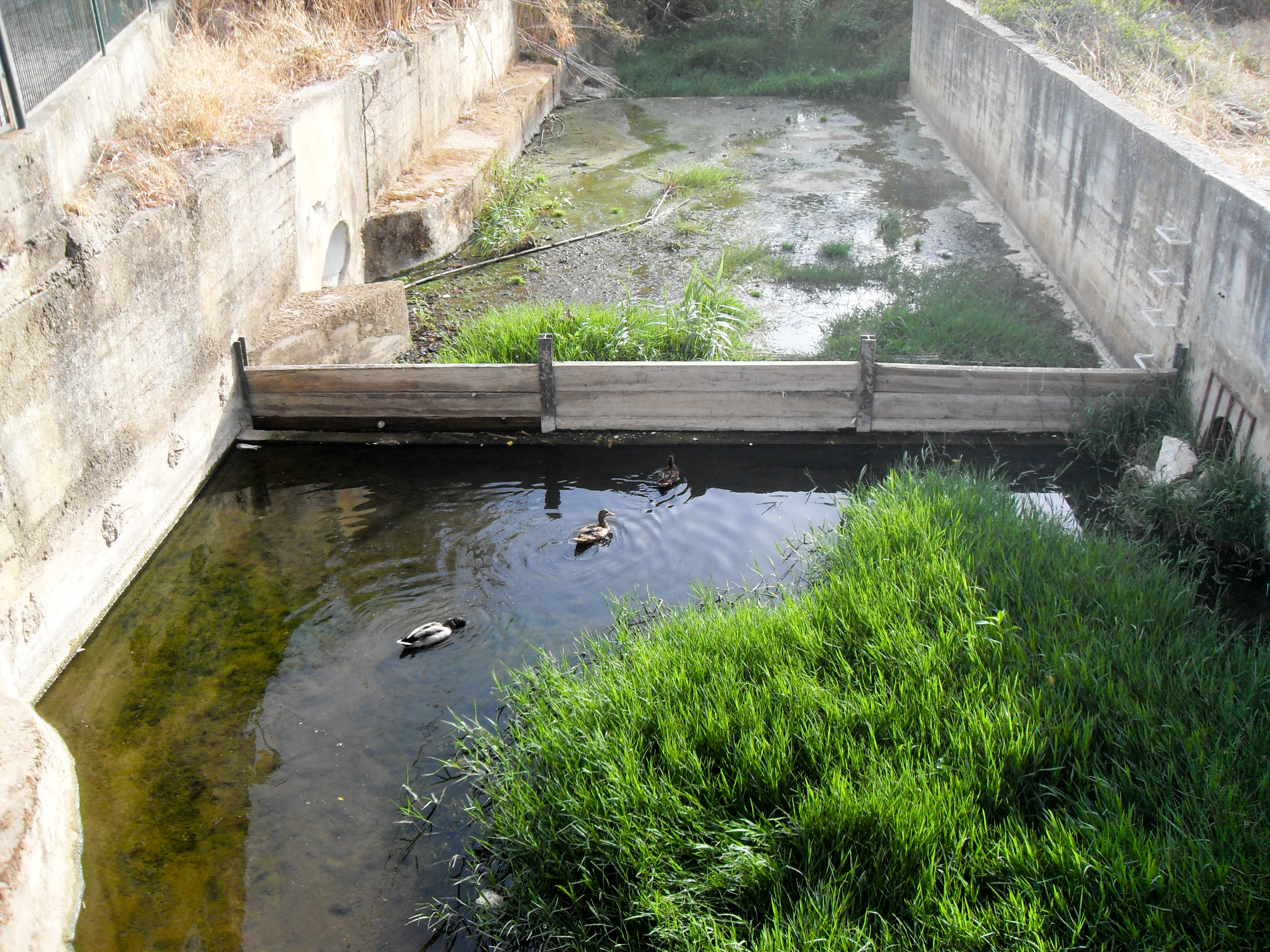
Patos-reais no leito da ribeira, em São Pedro do Estoril.

A Ribeira de Caparide apresenta, apesar da sua alteração antropogénica, uma fauna de grande diversidade, especialmente a nível concelhio. Na ribeira dão-se três espécies exóticas, uma espécie migradora e três espécies nativas, com elevado estatuto de proteção. Por drenar as águas de invernia e cortar por zonas relativamente áridas, constitui um elemento importante na reprodução e sustentação das diversas espécies nela presentes, que passam pelos insetos, anfíbios, rãs, répteis, aves e alguns mamíferos como o ouriço-cacheiro (Erinaceus europeus).
No concelho de Cascais, é o curso de água que apresenta a maior diversidade piscícola, com cinco espécies presentes. São a boga-portuguesa (Iberochondrostom a lusitanicum), o escalo-do-sul (Squalius pyrenaicus), a enguia (Anguilla anguilla), a gambúsia (Gambusia holbrooki), a perca-sol (Lepomis gibbosus) e a carpa (Cyprinus carpio). Destas, a gambúsia é a mais predominante; a boga-portuguesa e o escalo-do-sul as menos. É a ribeira que apresenta a maior quantidade de espécies exóticas, com três espécies representantes de 96% da população, sendo desta maneira a que apresenta menos indivíduos de espécies nativas. Para além disto, a ribeira apresenta os maiores números de lagostins-de-água-doce (Procambarus clarkii) de todo o concelho, uma espécie invasora.
Os macroinvertebrados estão presentes com 26 famílias, sendo as ordens mais numerosas Diptera, Ephemeroptera e Oligochaeta.

No que toca à avifauna, é possível encontrar indivíduos de melros (Turdus merula), rolas (Streptopelia turtur) e patos-reais (Anas platyrhynchos).